# اقلیدس
اُقلیدِس (به یونانی: Εὐκλείδης) (تلفظ به یونانی: اِفْکْلیذیس/ef'kliðis/) (حدود ۳۶۵–۲۷۵ پیش از میلاد)، ریاضی‌دانی یونانی بود که در قرن سوم پیش از میلاد در شهر اسکندریه می‌زیست. به او لقب «پدر هندسه» و «بنیانگذار هندسه» داده‌اند. او نویسندهٔ موفق‌ترین کتاب درسی تاریخ، اصول (به انگلیسی: Elements) یا اصول اقلیدس است که مدت دو هزار سال شالودهٔ تمام آموزش هندسه در غرب بود.

## آمدن به اسکندریه
پس از مرگ اسکندر مقدونی، امپراتوری بین عده‌ای از سران سپاه او تقسیم شد. در این میان فرمانروایی مصر و اسکندریه به دست بطلمیوس یکم سوتر افتاد. او برای جذب دانشمندان آن زمان دانشگاهی با عظمت در اسکندریه ساخت و دانشمندان و افراد مستعد را از نقاط دور و نزدیک به آنجا دعوت کرد. برای ریاست بخش ریاضی این دانشگاه از اقلیدس که احتمالاً در آتن می‌زیست، دعوت شد. او در دانشگاه اسکندریه استاد ریاضیات و ظاهراً مؤسس حوزه ریاضیات اسکندریه بود.

## اصول اقلیدس
کتاب اصول شامل ۱۳ مقاله و ۴۶۵ قضیه راجع به هندسه، نظریه اعداد و جبر مقدماتی (هندسی) است.

در کتاب اصول، اقلیدس همهٔ دستاوردهای پیشینیان در هندسه را گرد آورده و به شکلی نو نظم بخشیده و از خود نیز چیزهایی به آن افزوده‌است. این اثر به گونه‌ای بود که جای همه اصول قبلی را گرفت و هیچ اثری از پیش از خود بر جای نگذاشت و آن‌ها را به فراموشی سپرد. شاید هیچ اثری به جز کتب مقدس، در تاریخ آنچنان مورد توجه، مطالعه و ویرایش قرار نگرفته باشد.

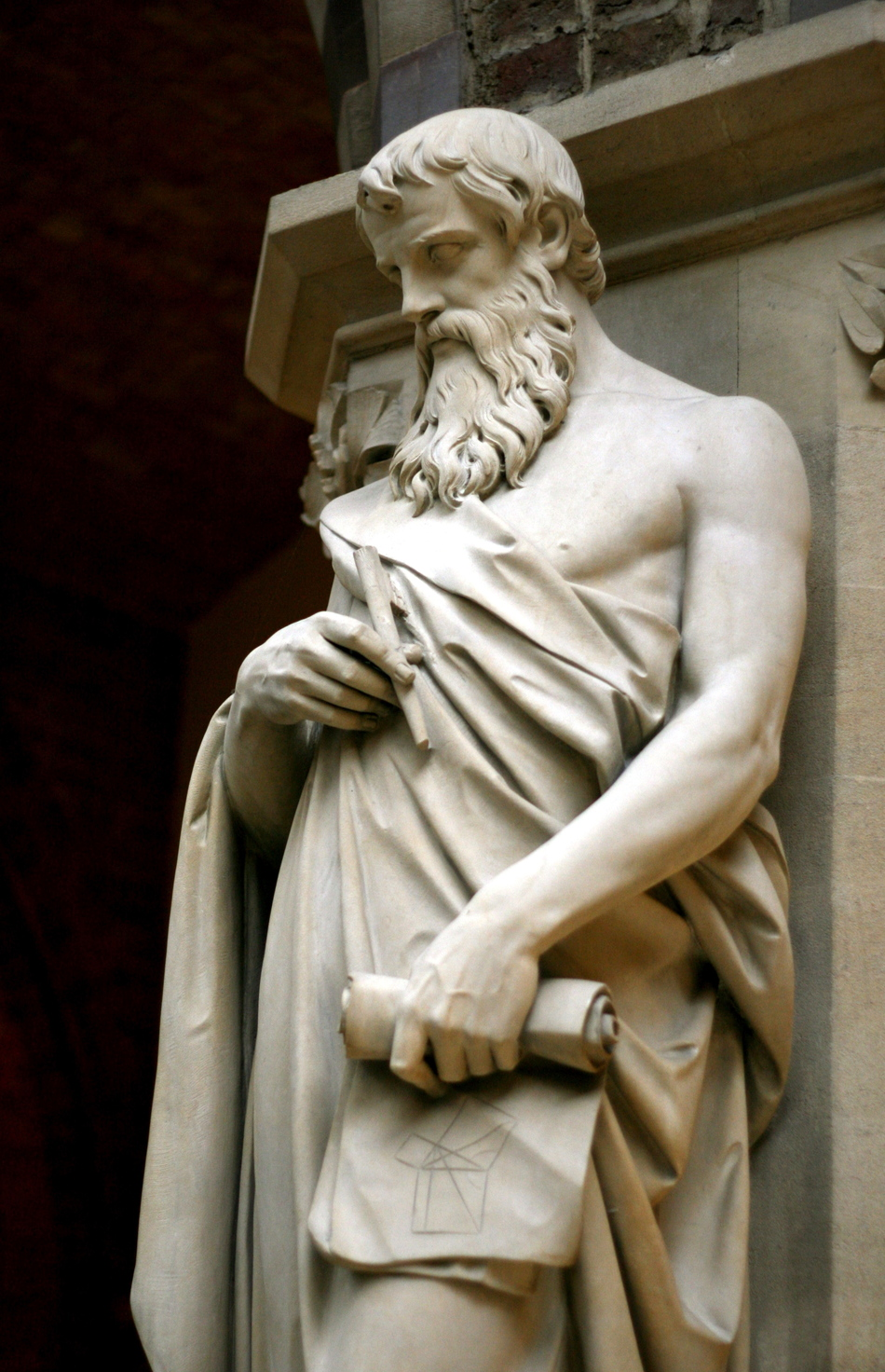
نگارهٔ هنری اقلیدسِ اسکندرانی

اقلیدس کارش را بر پایه مجموعه‌ای از اصول بدیهی یا بُنداشت‌ها قرار دارد که یکی از شناخته‌شده‌ترین آن‌ها این است که دو خط موازی هرگز به هم نمی‌رسند. با گذشت زمان، ریاضی‌دان‌های دیگر، الگوها، نظم‌ها و رابطه‌هایی را که از این بُنداشت‌های «اختراعی» بیرون می‌آمد، بررسی کردند و این قضیه‌ها را اثبات کردند.
هیچ نسخه‌ای از اصول اقلیدس که به زمان خود اقلیدس بازگردد وجود ندارد. تنها نسخه‌های موجود به زمان تئون بازمی‌گردد. تئون اسکندرانی ۷۰۰ سال پس از اقلیدس در کتاب اصول بازنگری‌هایی انجام داده بود. این کتاب در قرن هشتم به زبان عربی ترجمه شد و بعدها ترجمه‌های لاتینی از روی ترجمه‌های عربی این کتاب انجام شد. اولین انتشار چاپی کتاب در سال ۱۴۸۲ در ونیز انجام شد و این اولین کتاب ریاضی مهمی بود که به چاپ می‌رسید.
هندسهٔ اقلیدسی بر چند اصل ساده و بدیهی استوار است و تمام قضایای هندسی از آن‌ها نتیجه گرفته می‌شود؛ به گونه‌ای که هر قضیه ثابت‌کنندهٔ قضیهٔ پس از خود باشد. افزون بر هندسهٔ مسطحه، فصل‌هایی از کتاب هم به جبر، نظریهٔ اعداد و هندسهٔ فضایی اختصاص یافته‌است.
شیوهٔ ابتکاری اقلیدس در تألیف «اصول» بسیار مورد توجه دیگر ریاضیدان‌ها قرار گرفت و پس از کوتاه مدتی، این کتاب به عنوان مرجع اصلی آموزش هندسه پذیرفته شد.
اقلیدس یافته‌های پراکندهٔ هندسه‌دانان پیشین را در چارچوبی چنان منطقی گرد آورده بود که تا قرن‌ها بعد کسی نتوانست چیزی بر آن بیفزاید. با اینحال دامنهٔ تأثیر کتاب اصول از محدودهٔ دانش هندسه فراتر می‌رود؛ روش استنتاجی اقلیدس در شکل‌دهی تفکر منطقی در غرب و پیدایش علوم جدید بسیار مؤثر افتاده‌است. دانشمندان بزرگی چون آیزاک نیوتن، گالیلئو گالیله و نیکلاس کوپرنیک شیوهٔ او را سرمشق پژوهش‌های خود قرار دادند. نیوتن کتاب بزرگ «پرینسیپا» را با پیروی از الگوی «اصول» اقلیدس به نگارش درآورده است.
حاکمیت مطلق نظریات اقلیدس بر علم هندسه تا اواسط قرن نوزدهم دوام داشت. در این زمان گروهی از ریاضیدانان پس از مطالعات بسیار به این نتیجه رسیدند که می‌توان در اصل پنجم اقلیدس (که می‌گوید دو خط موازی هیچگاه یکدیگر را قطع نمی‌کنند) گزاره‌ای دیگر را قرار داد (مثلاً دو خط موازی در یک نقطه یکدیگر را قطع می‌کنند یا در دو نقطه یا در بینهایت نقطه و…) و در عین حال سازگاری برقرار باشد و بر پایهٔ این یافتهٔ ریاضی انواع هندسه‌های نااقلیدسی را پدید آوردند.
علیرغم نام‌آوری اقلیدس جزئیات زندگی او معلوم نیست. از یادداشت‌های پروکلوس و پاپوس اسکندرانی دانسته‌ایم که اقلیدس از اعضای فعال کتابخانهٔ بزرگ اسکندریه و احتمالاً درس‌خواندهٔ آکادمی افلاطون بوده‌است ولی از تاریخ دقیق تولد و مرگ او مطلع نیستیم و حتی نمی‌دانیم در کدامین شهر یا قارهٔ جهان‌زاده شده‌است. نویسندگان قرون وسطا گاهی او را با اقلیدس مگارایی — فیلسوف سقراطی قرن چهارم پیش از میلاد — اشتباه گرفته‌اند.
اقلیدس عکس قضیه فیثاغورس را مطرح کرده که اگر در یک مثلث مجذور یک ضلع برابر مجموع مجذورهای دو ضلع دیگر باشد، زاویه بین آن دو ضلع، زاویه قائمه است.